# Шарбоннье, Лионель
Лионе́ль Андре́ Мише́ль Шарбоннье́ (фр. Lionel André Michel Charbonnier; 25 октября 1966 года, Пуатье, Франция) — французский футболист, вратарь. Чемпион мира 1998 года. Был главным тренером молодёжной сборной Таити до декабря 2009 года. Он стал первым тренером, который вывел сборную Таити на молодёжный чемпионат мира, который прошёл в 2009 году в Египте. Кавалер ордена Почётного легиона.
В 2014—2015 годах был главным тренером «Истра». Ныне работает в структуре клуба.

## Карьера

### Молодежная команда «Осера»
Лионель Шарбоннье находился в молодёжной команде «Осера» с 16-летнего возраста. Он показал свои качества, выиграв в составе молодёжной команды Кубок Гамбарделла (общенациональное французское соревнование для детей до 19 лет) два раза подряд. В 1985 году они обыграли «Монпелье» (3—0), а в 1986 году «Осер» выиграли после розыгрыша пенальти «Нант» (0—0).

### Сборная
За сборную Франции провёл один матч (11 июня 1997 года против сборной Италии, 2:2). Был включён в состав сборной на чемпионат мира 1998, но на поле не выходил.

## Награды

### Клубные

#### «Осер»
- Чемпион Франции: 1995/96
- Обладатель Кубка Франции: 1993/94, 1995/96

#### «Рейнджерс»
- Чемпион Шотландии: 1998/99, 1999/2000
- Обладатель Кубка Шотландии: 1998/99, 1999/2000

### В сборной
- Чемпион мира 1998 года

### Личные
- Орден Почётного легиона: 1998